# Säsong 10 av Farmen
Den tionde säsongen av Farmen spelades in likt föregående år på Norra Brandstorp i Vaggeryds kommun i Småland, och sändes mellan den 8 januari och 19 mars 2017 med Paolo Roberto återigen som programledare.
En förändring från föregående säsonger var att deltagare som blev utnämnda till storbönder eller vann tvekamper, samlade på sig amuletter som var mycket viktiga vid finalveckan. Efter sjunde veckan kunde de som blev utnämnda till andrekämpar köpa sig fria från kämpevalet om de hade en amulett.
En annan nyhet som introducerades efter den fjärde veckan var Torpet, där utslagna farmare och utmanare i form av tidigare års deltagare flyttade in och fick tävla om att få slå sig in på farmen. Torpet spelades in på "Norra Bessås" och sändes på TV4 Play mellan den 5 februari och den 22 februari 2017.

## Deltagare
| Deltagare              | Ålder | Bostad      | Sysselsättning     | Resultat                               |
| ---------------------- | ----- | ----------- | ------------------ | -------------------------------------- |
| James Sahara           | 33    | Stockholm   | Arbetssökande      | Lämnade farmen i avsnitt 6.            |
| Denise Spencer         | 28    | Stockholm   | Ögonfransstylist   | Lämnade farmen i avsnitt 6.            |
| Emma Hagnell Cedendahl | 22    | Stockholm   | Butiksbiträde      | Förlorade andra tvekampen.             |
| Linnea Landström       | 20    | Stockholm   | Nattklubbsvärdinna | Förlorade tredje tvekampen.            |
| Stina Johansson        | 50    | Norrköping  | Taxichaufför       | Förlorade femte tvekampen.             |
| Timmy Wargén           | 25    | Bålsta      | Skolkökspersonal   | Förlorade sjätte tvekampen.            |
| Robert Persson         | 37    | Malmö       | Trädgårdsanläggare | Förlorade sjunde tvekampen.            |
| Alexandra Broberg      | 21    | Floda       | Rörläggare         | Förlorade åttonde tvekampen.           |
| Alexander Vörös        | 33    | Norrköping  | Pokerspelare       | Förlorade nionde tvekampen.            |
| Syliane Duval          | 29    | Växjö       | Studerande         | Förlorade tionde tvekampen.            |
| Elisabeth Ek Bjurell   | 52    | Katrineholm | Driver hunddagis   | Förlorade elfte tvekampen.             |
| Inger Bermlid          | 50    | Halmstad    | Läkare             | Förlorade tolfte tvekampen.            |
| Maria Settergren       | 31    | Göteborg    | Kökschef           | Femte plats, förlorade kvartsfinalen.  |
| Jerry Andersson        | 38    | Motala      | Ställningsbyggare  | Fjärde plats, förlorade kvartsfinalen. |
| Carl-Johan von Rosén   | 61    | Säter       | Platschef          | Tredje plats, förlorade semifinalen.   |
| Hans Ek                | 61    | Nacka       | Arbetssökande      | Andra plats, förlorade finalen.        |
| Niklas Ravnestam       | 44    | Kalmar      | Taxichaufför       | Årets farmare                          |

## Torpet
I avsnitt 21 av Farmen avslöjades det att de utslagna farmarna från tinget inte blev hemskickade, utan flyttade in på "Norra Bessås" där de tävlade både mot varandra och tidigare års deltagare om att få slå sig in på farmen.
De första sju avsnitten av Torpet lades ut på TV4 Play den 5 februari 2017, därefter avsnitten 8–10 mellan den 12 och den 14 februari samt avsnitten 11–14 mellan den 19 och den 22 februari 2017.
| Deltagare              | Ålder | Bostad      | Sysselsättning        | Inflytt    | Resultat                          |
| ---------------------- | ----- | ----------- | --------------------- | ---------- | --------------------------------- |
| Emma Hagnell Cedendahl | 22    | Stockholm   | Butiksbiträde         | Avsnitt 3  | Förlorade första tvekampen.       |
| Joakim Ljunggren       | 53    | Nora        | Automationselektriker | Avsnitt 2  | Förlorade andra tvekampen.        |
| Olov Larsson           | 46    | Torsö       | Kock                  | Avsnitt 1  | Förlorade tredje tvekampen.       |
| Stina Johansson        | 50    | Norrköping  | Taxichaufför          | Avsnitt 8  | Lämnade torpet i avsnitt 9.       |
| Timmy Wargén           | 25    | Bålsta      | Skolkökspersonal      | Avsnitt 11 | Förlorade femte tvekampen.        |
| Robert Persson         | 37    | Malmö       | Trädgårdsanläggare    | Avsnitt 12 | Lämnade torpet i avsnitt 13.      |
| Sara-Marie Costa       | 28    | Malmö       | Kulturarbetare        | Avsnitt 1  | Förlorade sjätte tävlingen.       |
| Linnea Landström       | 20    | Stockholm   | Nattklubbsvärdinna    | Avsnitt 5  | Förlorade sjunde tävlingen.       |
| Elisabeth Ek Bjurell   | 52    | Katrineholm | Driver hunddagis      | Avsnitt 6  | Fick flytta tillbaka till farmen. |

## Tittarsiffror
Premiäravsnittet sändes den 8 januari 2017 och sågs av 836 000 tittare.
| Vecka | Avsnitt | Datum                         | Tittarsiffror i tusental | Tittarsiffror i tusental | Tittarsiffror i tusental | Tittarsiffror i tusental | Tittarsiffror i tusental | Genomsnitt |
| ----- | ------- | ----------------------------- | ------------------------ | ------------------------ | ------------------------ | ------------------------ | ------------------------ | ---------- |
| 1     | 2–6     | 9–12, 15 januari 2017         | 820                      | 792                      | 836                      | 818                      | 860                      | 827 000    |
| 2     | 7–11    | 16–19, 22 januari 2017        | 745                      | 811                      | 747                      | 793                      | 851                      | 789 000    |
| 3     | 12–16   | 23–26, 29 januari 2017        | 958                      | 799                      | 787                      | 769                      | 881                      | 839 000    |
| 4     | 17–21   | 30 januari–2, 5 februari 2017 | 830                      | 784                      | 826                      | 717                      | 914                      | 814 000    |
| 5     | 22–26   | 6–9, 12 februari 2017         | 862                      | 774                      | 874                      | 848                      | 936                      | 859 000    |
| 6     | 27–31   | 13–16, 19 februari 2017       | 826                      | 813                      | 690                      | 827                      | 850                      | 801 000    |
| 7     | 32–36   | 20–23, 26 februari 2017       | 802                      | 823                      | 815                      | 751                      | 934                      | 825 000    |
| 8     | 37–41   | 27 februari–2, 5 mars 2017    | 880                      | 741                      | 788                      | 779                      | 904                      | 818 000    |
| 9     | 42–46   | 6–9, 12 mars 2017             | 800                      | 830                      | 838                      | 777                      | 815                      | 812 000    |
| 10    | 47–51   | 13–16, 19 mars 2017           | 765                      | 751                      | 716                      | 712                      | 882                      | 765 000    |

## Källhänvisningar
1. ↑  ”Här är deltagarna i Farmen 2017”. TV4-Gruppen. http://www.tv4gruppen.se/Pressmeddelanden/2016/Har-ar-deltagarna-i-Farmen-2017/. Läst 30 december 2016.